# Serra Plana (Lladorre)
La Serra Plana és una serra situada entre els municipis de Lladorre i de la Vall de Cardós a la comarca del Pallars Sobirà, amb una elevació màxima de 2.448 metres.